# 계남초등학교 (전북)
계남초등학교는 대한민국 전북특별자치도 장수군 계남면 화음리에 있는 공립 초등학교이다.

## 학교 연혁
- 1934년 5월 1일 계남공립보통학교(4년제) 개교
- 1938년 4월 1일 교명 변경[1] (계남공립심상소학교)
- 1941년 4월 1일 교명 변경[2] (장안공립국민학교(6년제))
- 1947년 6월 1일 장안국민학교로 개칭
- 1954년 11월 4일 계남국민학교로 개칭
- 1981년 3월 10일 병설유치원 개설
- 1990년 9월 1일 특수학급 1학급 병설
- 1996년 3월 1일 계남초등학교로 개칭[3]
- 1999년 9월 1일 장안초등학교 통합
- 2006년 1월 20일 어린이 교통 안전 시설 (스쿨존) 설치
- 2006년 2월 27일 과학실 현대화 사업
- 2008년 3월 18일 운동장 천연잔디 조성
- 2011년 12월 9일 계남체육관 준공
- 2018년 1월 31일 도서관 현대화 사업
- 2019년 2월 13일 제82회 4명 졸업(총 4,343명)
- 2019년 3월 1일 제31대 최미숙 교장 부임
- 2019년 3월 4일 2019학년도 신입생 9명 입학(6학급 50명)
- 2020년 2월 6일 제83회 13명 졸업(총 4,356명)
- 2020년 3월 2일 2020학년도 신입생 3명 입학(6학급 39명)
- 2021년 1월 7일 제84회 6명 졸업(총 4,362명)
- 2021년 3월 2일 2021학년도 신입생 6명 입학(6학년 37명)

## 참고 자료
- 계남초등학교 - 한국교육학술정보원 학교알리미